# Une sœur
Une sœur é um curta-metragem belga de 2018 dirigido e escrito por Delphine Girard. Selecionado no Festival Internacional de Cinema de Rhode Island como uma das obras qualificadas para o Oscar, foi selecionado oficialmente para Oscar 2020.